# Burial Hordes
Burial Hordes är ett grekiskt black metal-band, grundat 2001. Låttexterna handlar bland annat om existentiell nihilism, satan och döden.
Burial Hordes är sajnat på etiketten Transcending Obscurity Records, som har en lång rad band i sitt stall.

## Medlemmar
Nuvarande medlemmar
- F.V. (Vagelis Felonis) – trummor
- K.T. (Τηλἐμαχος Κ.) – gitarr, elbas
- D.D. (Dionysis Dimitrakos) – gitarr, elbas
- T.D. (Jim) – sång

## Diskografi
Studioalbum
- 2005 – War, Revenge and Total Annihilation
- 2008 – Devotion to Unholy Creed
- 2014 – Incendium
- 2018 – Θανατος αιωνιος (The Termination Thesis)

EP
- 2012 – Descent
- 2016 – Extinction